# 渡辺道明
渡辺 道明（わたなべ みちあき、1967年4月14日 - ）は、日本の男性漫画家。千葉県出身。血液型はA型。有限会社スタジオロードライト代表。

## 来歴
1988年、第22回新人コミック大賞に入選。小学館でデビューを果たす。
1990年にエニックスファンタジーコミック大賞にて「ハーメルンのバイオリン弾き」が大賞を受賞。同作が『月刊少年ガンガン』に掲載され連載デビュー。この作品は10年間という長期ヒット作品となり、初期の『ガンガン』の屋台柱となった。
2001年に「ハーメルン」の連載を終了。2002年より「PHANTOM DEAD OR ALIVE（ファントム デッド オア アライブ）」を2004年まで連載。
その後はポプラ社の『プレコミックブンブン』に活動の場を移し、「ラッキーナイトカスタードくん」を連載し2007年1月号で連載を終了。
『ヤングガンガン』にて「ハーメルンのバイオリン弾き」の続編を連載後、現在は個人事務所「有限会社スタジオロードライト」を設立し、「ハーメルンのバイオリン弾き」の後日談である「続ハーメルンのバイオリン弾き 愛のボレロ」をウェブ配信で連載している。

## 作品一覧
- ハーメルンのバイオリン弾き（『月刊少年ガンガン』1991年4月号 - 2001年2月号、エニックス、全37巻 + ガイドブック全1巻）
- ハーメルンのバイオリン弾き 外伝（『フレッシュガンガン』月刊少年ガンガン1994年秋季臨時増刊号、エニックス、読み切り）
- PHANTOM DEAD OR ALIVE（『月刊少年ガンガン』2002年3月号 - 2004年2月号、スクウェア・エニックス、全8巻）
- ハーメルンのバイオリン弾き 外伝 それから…（『増刊ヤングガンガン』vol.2、2007年11月30日、スクウェア・エニックス、読み切り）
- ラッキーナイトカスタードくん（『月刊プレコミックブンブン』2004年10月号 - 2007年1月号、ポプラ社、全3巻）
- サスケ剣風録（『月刊少年ガンガン』2007年7月号、スクウェア・エニックス、読み切り）
- ハーメルンのバイオリン弾き〜シェルクンチク〜（『ヤングガンガン』2008年3号 - 2011年21号、スクウェア・エニックス、全8巻）
- 続ハーメルンのバイオリン弾き 愛のボレロ（作者ウェブサイトで配信、2013年7月1日 - 連載中。単行本は林檎プロモーション、2021年9月現在既刊17巻）

## 師匠
- あおきてつお[2]
- 島本和彦[3]
- 寺沢大介
- 窪之内英策

## アシスタント
- かわせひろし[2]（川瀬浩名義で「PHANTOM DEAD OR ALIVE」原案協力も）
- 溝渕誠[4]
- きのした順市[5]
- 佐々木少年[6]